# Überlebensrate
Die Überlebensrate ist ein Begriff aus der Epidemiologie und gibt die Wahrscheinlichkeit an, einen definierten Zeitraum ab Diagnosestellung oder einem therapeutischen Eingriff (z. B. Operation) zu überleben. Sie dient zur Einschätzung der Prognose einer Erkrankung. Bei der Jahresüberlebensrate muss es sich nicht um den Zeitraum bis zum Tod der Patienten handeln (z. B. bei Krebs), sondern sie kann sich auch auf den Ausfall mechanischer Systeme (z. B. künstliche Herzklappen, Endoprothesen oder Zahnersatz) sowie Organersatz beziehen. Wenn im Folgenden von Krebs die Rede ist, lassen sich alle Überlegungen jedoch auch auf den Ausfall mechanischer Systeme übertragen. Die Angabe der Jahres-Überlebensrate ist ein statistischer Wert und erfolgt in Prozent. Es wird zwischen der absoluten und relativen Überlebensrate unterschieden. Der komplementäre Wert zur Überlebensrate ist die Mortalität.

## Absolute Überlebensrate
| Art                           | Inzidenz | Inzidenz | relative 5a-Überlebensrate [%] | relative 5a-Überlebensrate [%] |
| ----------------------------- | -------- | -------- | ------------------------------ | ------------------------------ |
|                               | ♀        | ♂        | 2014                           | 1980er                         |
| Insgesamt                     | 348      | 423      | ♀: 65; ♂: 59                   | ♀:50–53; ♂:38–40               |
| Krebs bei Kindern             | 17       | 17       | ca. 85                         | ca. 67                         |
| Mundhöhlen- und Rachenkrebs   | 7        | 18       | ♀: 63; ♂: 47                   |                                |
| Speiseröhrenkrebs             | 2        | 9        | ♀: 22; ♂: 24                   | <10                            |
| Magenkrebs                    | 7        | 15       | ♀: 34; ♂: 32                   |                                |
| Darmkrebs                     | 32       | 51       | ♀: 63; ♂: 62                   | ca. 50                         |
| Pankreaskrebs                 | 11       | 14       | ♀: 9; ♂: 9                     |                                |
| Kehlkopfkrebs                 | 1        | 5        | ♀: 64; ♂: 61                   |                                |
| Lungenkrebs                   | 31       | 58       | ♀: 21; ♂:15                    |                                |
| Malignes Melanom              | 20       | 21       | ♀: 93; ♂: 91                   |                                |
| Brustkrebs der Frau           | 112      |          | 87                             |                                |
| Gebärmutterhalskrebs          | 9        |          | 67                             |                                |
| Gebärmutterkörperkrebs        | 17       |          | 78                             |                                |
| Eierstockkrebs                | 11       |          | 43                             |                                |
| Prostatakrebs                 |          | 92       | 89                             |                                |
| Hodenkrebs                    |          | 10       | 97                             |                                |
| Niere und ableitende Harnwege | 8        | 16       | ♀: 77; ♂: 76                   | ca. 50                         |
| Harnblasenkrebs               | 9        | 35       | ♀: 45; ♂: 55                   |                                |
| Krebs im Nervensystem         | 6        | 8        | ♀: 24; ♂: 21                   |                                |
| Schilddrüsenkrebs             | 11       | 5        | ♀: 94; ♂: 88                   | ♀:ca. 77; ♂:ca. 67             |
| Morbus Hodgkin                | 2        | 3        | ♀: 84; ♂: 86                   |                                |
| Non-Hodgkin-Lymphome          | 12       | 16       | ♀: 70; ♂: 68                   |                                |
| Leukämien                     | 9        | 14       | ♀: 57; ♂: 58                   |                                |

Die absolute Überlebensrate, auch Gesamtüberleben (engl. overall survival Abk. OS) genannt, beschreibt den Anteil von Patienten, die nach einer bestimmten Zeit noch leben. Sie ergibt sich also aus den direkt beobachteten Fällen von Patienten, die innerhalb des Zeitraums gestorben sind. Es kann aus der Inzidenz und der absoluten Überlebensrate auf die Prävalenz einer Krankheit in einer definierten Bevölkerung geschlossen werden. Die absolute Überlebensrate kann Werte zwischen 0 und 100 % annehmen. Hierbei bedeutet 0 %, dass nach der Diagnosestellung innerhalb eines bestimmten Zeitraumes kein Patient mehr am Leben ist. Die absolute Überlebensrate ist der komplementäre Wert zur Letalität (Ü = 100 % – L).

## Fünfjahresüberlebensrate
Man bezeichnet mit der Fünfjahresüberlebensrate (auch 5a-Überlebensrate) den Anteil der Patienten mit einer bestimmten Krankheit, die fünf Jahre, nachdem die Krankheit erkannt wurde, noch am Leben sind. Eine Fünfjahresüberlebensrate von beispielsweise 80 % heißt, dass von 100 Patienten nach fünf Jahren noch 80 Patienten leben. Der Begriff wird insbesondere in der Onkologie benutzt.
Die Fünfjahresüberlebensrate ist stark von der Art der Krebserkrankung abhängig. So lag die relative Fünfjahresüberlebensrate im Zeitraum 2013–2014 für Bauchspeicheldrüsenkrebs bei neun bis zehn Prozent, für Lungenkrebs zwischen 15 % und 20 %, dagegen für das maligne Melanom der Haut, den Hodenkrebs und mittlerweile auch den Prostatakrebs bei über 93 Prozent.
Abweichend davon wird bei einigen Krebserkrankungen, wie beispielsweise dem Brustkrebs, ergänzend auch die Zehnjahresüberlebensrate betrachtet, weil bei diesen Erkrankungen auch nach einem mehrjährigen tumorfreien Verlauf noch Rezidive der Krankheit auftreten können.

## Relative Überlebensrate
Die relative Überlebensrate setzt das Überleben Erkrankter in Relation zum Überleben der allgemeinen Bevölkerung, welches anhand von Sterbetafeln entsprechend der Alters- und Geschlechtsstruktur geschätzt wird. Die absolute Überlebensrate dient als Bindeglied zwischen Inzidenz und Prävalenz.
Eine relative Überlebensrate von 100 % bedeutet, dass die Sterblichkeit unter den Erkrankten genauso hoch ist wie die Sterblichkeit der allgemeinen Bevölkerung gleichen Alters.
Basierend auf dem Krebsregister des Saarlandes ergab sich bezogen auf den Zeitraum von 1998 bis 2002 für alle Krebsarten eine relative Fünfjahresüberlebensrate von etwa 55 %.

## Mittleres Überleben
Unter dem Begriff Mittleres Überleben oder Mittlere Überlebenszeit (MÜZ) versteht man in der Regel den Medianwert der Überlebenszeiten. Damit ist also jene Zeit gemeint, nach der die Hälfte der Patienten nach Diagnosestellung noch am Leben ist.
Die mittlere Überlebenszeit wird von der US Food and Drug Administration sowie der Europäischen Arzneimittel-Agentur häufig verwendet, um die Wirksamkeit einer neuen Krebsbehandlung zu bewerten. Studien zeigen, dass neue, von der US Food and Drug Administration zugelassene Krebsmedikamente die mittlere Überlebenszeit um 2 bis 3 Monate verbessern (je nach Stichprobe und analysiertem Zeitraum): 2,1 Monate, 2,4 Monate, 2,8 Monate.

## Besondere Aspekte
Die richtige Interpretation der Überlebensdaten klinischer Krebsstudien kann schwierig sein, und Fallstricke im Zusammenhang mit der Natur der Kaplan-Meier-Analysen können zu falschen Schlussfolgerungen führen. Bei der Auswertung einer randomisierten kontrollierten Studie stießen die Autoren einer Methodenstudie auf einige statistische Probleme, die offensichtlich schwer zu erkennen waren und möglicherweise mit einer Fehlinterpretation der Überlebensfunktionen verbunden sind. Zu diesen Themen gehörten die angenommene Kreuzung von Überlebenskurven, die Änderung des statistischen Ansatzes in der Nachuntersuchung, die unterschiedliche Vorbehandlung zwischen den Gruppen und das ereignisfreie Überleben als primäres Ergebnis.